# イオン横浜新吉田店
イオン横浜新吉田店（イオンよこはましんよしだてん）は、神奈川県横浜市港北区新吉田東八丁目にあるイオンリテール株式会社開発・運営の総合スーパーである。9の専門店で構成されている。

## 施設概要
2004年5月21日、横浜市営地下鉄ブルーライン新羽駅に程近い横浜市港北区新吉田東にマックスバリュ横浜新吉田店とイオンキッズ共和国横浜新吉田店としてオープンした。
マックスバリュと子供服・ベビー用品専門店のイオンキッズ共和国はいずれも横浜市初進出となった。また、これまでイオンキッズ共和国はジャスコの中のテナントとして展開されていたが、当GMS内には初の単独店舗として開業した。
2009年6月19日にイオンキッズ共和国はジャスコへとリニューアルされたが、食品売場は引き続きマックスバリュとして運営していたため、ジャスコとマックスバリュが同居する状態となっていたが、2009年8月22日から食品売場もジャスコにリニューアルされた。
2011年3月1日、イオンリテールとマイカルの合併に伴い、店舗ブランドがイオンに統一されたため、ジャスコ横浜新吉田店からイオン横浜新吉田店へ店名が変更された。

## 沿革
- 2004年（平成16年）5月21日 - オープン。
- 2009年（平成21年）
  - 6月19日 - 2階のイオンキッズ共和国がジャスコとしてリニューアルオープン。
  - 8月22日 - 1階のマックスバリュがジャスコとしてリニューアルオープン。
- 2011年（平成23年）3月1日 - ジャスコ横浜新吉田店がイオン横浜新吉田店へと店名変更。

## 営業時間
- 1階（旧：マックスバリュ）
  - 24時間営業
- 2階（旧：イオンキッズ共和国）
  - 10:00 - 21:00
- 専門店
  - 店舗により異なる

## 専門店
出店全店舗一覧は「専門店連絡先」を参照。

## 交通アクセス

### 公共交通機関
鉄道
- 横浜市営地下鉄ブルーライン新羽駅下車、徒歩約10分

路線バス
- 東急バス綱74系統 新田地区センター入口停留所下車

### 自家用車
- 第三京浜道路都筑ICより、神奈川県道13号横浜生田線経由、約5分
- 第三京浜道路港北ICより、神奈川県道140号川崎町田線経由、約5分